# ニュルンベルク-インゴルシュタット-ミュンヘン高速線

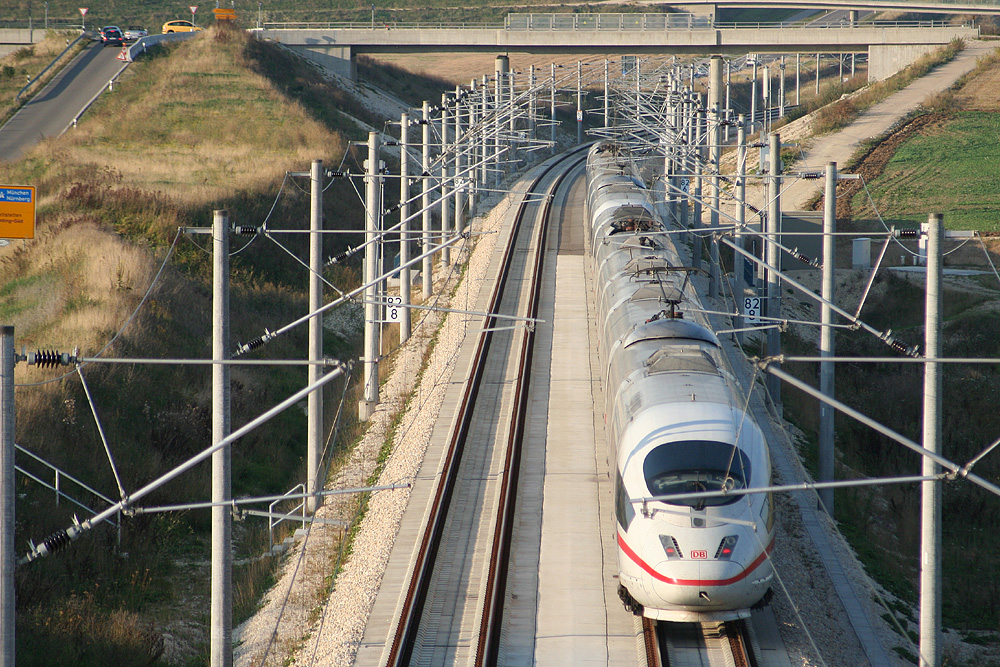
インゴルシュタット付近の新線区間

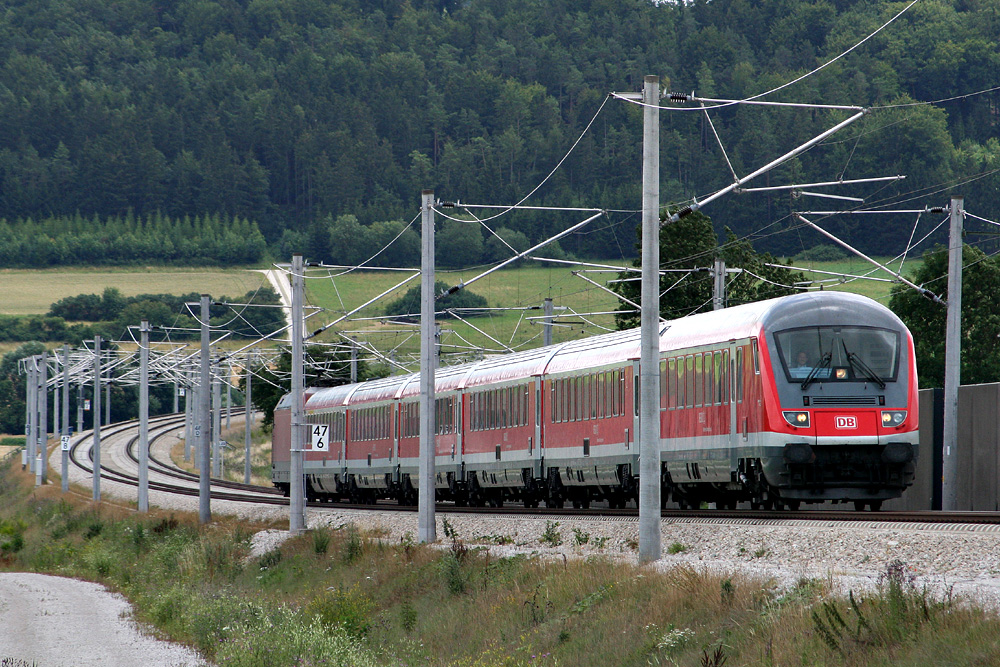
ミュンヘン-ニュルンベルク-エクスプレス

ニュルンベルク-インゴルシュタット-ミュンヘン高速線 (ニュルンベルク-インゴルシュタット-ミュンヘンせん、ドイツ語: Schnellfahrstrecke Nürnberg–Ingolstadt–München) はドイツの高速鉄道路線。バイエルン州の二大都市であるニュルンベルクと州都ミュンヘンを結ぶ、総延長170.8kmの路線である。

## 路線経路
北側のニュルンベルク・インゴルシュタット間は最高速度300km/hに対応した高速新線区間 (NBS) で、1998年から2006年の間に敷設された区間である。90.1kmのうちトンネル区間9ヶ所が含まれ27kmにおよぶ。環境への影響を最小限にするため、ほとんどの区間がアウトバーン9号線の右側に沿って敷設されている。
南側のインゴルシュタット・ミュンヘン間は19世紀から存在する在来線区間を200km/h走行に対応するため大規模に改良した区間 (ABS) である。2010年から2013年にかけて中間区間の軌道も改良工事が完成する。インゴルシュタット・ミュンヘンの若干の区間では最高速度は160km/hから190km/hとなっている。
長距離列車と近距離列車両方の運行が行われており、長距離列車のICEは最高速度300km/h、地域列車のミュンヘン・ニュルンベルク・エクスプレスなどは最高速度200km/hで運行されている。普通列車にあたる種別の列車アラースベルクエクスプレスも運行されておりニュルンベルクとアラースベルクを最高速度140km/hで結んでいる。
当路線は、公式には2006年5月13日に開業した。ワールドカップドイツ大会を前にした同年5月28日には2時間毎の長距離サービスが開始され、2006年12月には全面開業している。アウクスブルクを経由した以前の経路と比べると、29kmの距離の短縮、30分の所要時間の短縮が図られた。ローカル列車（ミュンヘン-ニュルンベルク-エクスプレス）では1時間前後短縮されている。
ほとんどの区間で2009年までに自動列車制御装置にあたるLZBや列車運行管理システムにあたるGSM-R、保安装置ETCSが導入が完了する見込みである。建設費は2006年1月現在36億ユーロである。

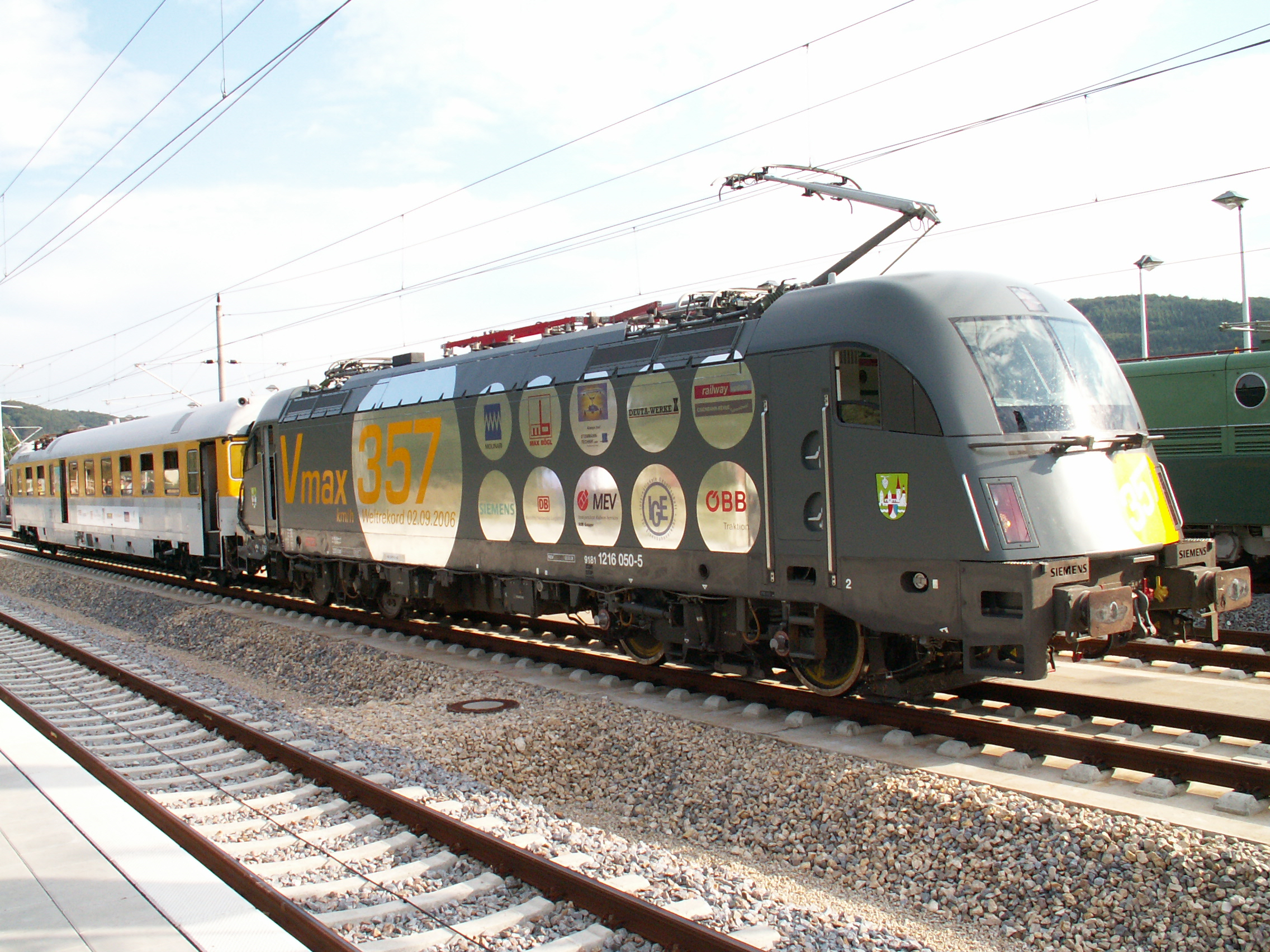
世界最速を記録したÖBB 1216 050-5

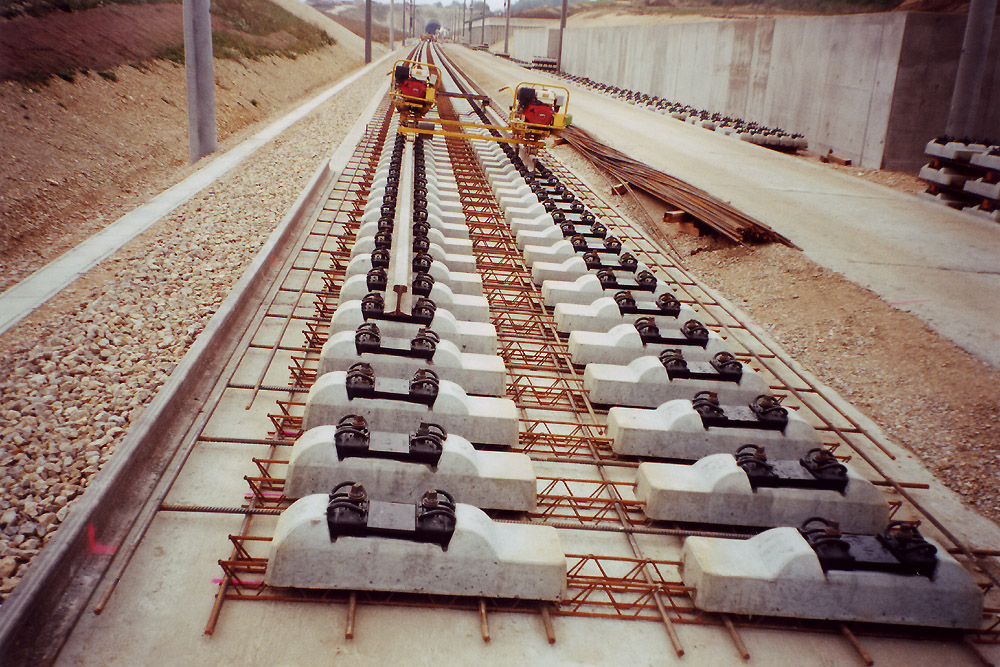
建設中の軌道

## 歴史

### ミュンヘン - インゴルシュタット北
1867年11月14日ミュンヘン - インゴルシュタット間の鉄道が開通され、1870年4月12日トロイヒトリンゲンまで延長された。
1990年代に在来線の最高速度が既に160 km/hに至った。列車の走行速度を上げるために、ミュンヘン - インゴルシュタット間が三つの区間に分割されて改良工事が行われた。ミュンヘン - ペタースハウゼン間は2006年12月に最高速度200 km/hの区間に変化した。ペタースハウゼン - ローアバッハ間の工事は2015年8月終わり、最高速度は190 km/hとなった。残りの区間は160 km/hの区間に改良された。

### インゴルシュタット北 - ニュルンベルク
最初の計画は1983年にさかのぼる。当時、西ドイツ国鉄ではより直接的にニュルンベルク・ミュンヘン間を結ぶことを計画していた。この計画は1985年に西ドイツ政府の交通インフラ計画に盛り込まれ、続いて議論が行われ特にアウクスブルクかインゴルシュタットどちらを経由するかが論じられた。アウクスブルク経由(199km)よりインゴルシュタット経由(171km)の方がより直接的に結ばれるが、都市の規模ではインゴルシュタットよりアウクスブルクの都市圏の方が大きかった。本格的な工事は1998年に開始され、議論も一応の解決をみた。総工費は23億ユーロであると想定されていたが、地質学的な問題、環境、セキュリティ対策などで13億ユーロのコスト増となった。
2006年9月2日にオーストリア連邦鉄道の電気機関車1216 050が機関車としては世界最高速度の新記録357km/hを樹立した。

## 駅
- ニュルンベルク中央駅
- アラースベルク駅
- キンディンク駅
- インゴルシュタット北駅
- インゴルシュタット中央駅
- ミュンヘン中央駅

## 列車
同線を走る列車は、主に以下のようなものがある。
- ICE25号線(ICE Linie 25)：ミュンヘン - ニュルンベルク - カッセル - ハノーファー - ハンブルク/ブレーメン。60分間隔。
- ICE28号線(ICE Linie 28)：ミュンヘン - ニュルンベルク - エアフルト - ライプツィヒ - ベルリン - ハンブルク。120分間隔。
- ICE41号線(ICE Linie 41)：ミュンヘン - ニュルンベルク - ヴュルツブルク - フランクフルト（マイン） - ケルン - ドルトムント。120分間隔。

地域輸送の場合、以下のような路線がある。ニュルンベルク - キンディング間はニュルンベルク広域運輸連合（Verkehrsverbund Großraum Nürnberg、VGN）に属する。キンディング - インゴルシュタット間はインゴルシュタット運送会社（Ingolstädter Verkehrsgesellschaft、INVG）の管轄下にある。
- 快速列車（RE 1）「ミュンヘン・ニュルンベルク・エクスプレス」：ミュンヘン - インゴルシュタット - インゴルシュタット北駅 - キンディング - アラースベルク - ニュルンベルク。60/120分間隔[7]。使用車両はDB101形電気機関車とIC用客車。
- Sバーン（）：アラースベルク - ニュルンベルク。60分間隔（月曜日 - 土曜日）[7]。使用車両はDB1440形電車。「アラースベルク・エクスプレス」の置き換え。